# Kevin Whately
Kevin George Edward Whately (Newcastle upon Tyne, 6 febbraio 1951) è un attore inglese.
Ha debuttato come attore nel 1979 ed è noto per aver interpretato il sergente Hardy in Il paziente inglese (1996). In televisione è famoso per il ruolo del sergente (poi ispettore) Robert Lewis nelle serie televisive Ispettore Morse e Lewis. Nel 2014 recita e canta nel musical Gypsy con Imelda Staunton e Lara Pulver.
È sposato con Madelaine Newton ed ha due figli.

## Filmografia parziale

### Attore

#### Cinema
- Il paziente inglese (The English Patient), regia di Anthony Minghella (1996)
- Paranoid, regia di John Duigan (2000)
- Prenditi un sogno (Purely Belter), regia di Mark Herman (2000)

#### Televisione
- Auf Wiedersehen, Pet – serie TV, 40 episodi (1983-2004)
- Miss Marple (Agatha Christie's Miss Marple) – serie TV, episodio 1x03 (1985)
- Ispettore Morse (Inspector Morse) – serie TV, 32 episodi (1987-2000)
- Look and Read – serie TV, 10 episodi (1988)
- Peak Practice – serie TV, 36 episodi (1993-1995)
- The Broker's Man – serie TV, 12 episodi (1997-1998)
- Lewis – serie TV, 24 episodi (2006-2015)
- L'ispettore Barnaby (Midsomer Murders) - serie TV, episodio 22x05 (2021)

### Doppiatore
- The Fourth King - cortometraggio d'animazione (2005, versione inglese)